# الحبار المبشور المجفف

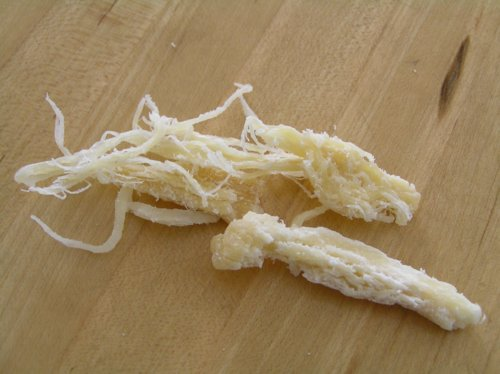
الحبار المبشور

الحبار المبشور المجفف هو منتج مأكولات بحرية مجففة وممزق ومتبّل، مصنوع من الحبار، ويوجد عادة في البلدان الآسيوية الساحلية، ويوجد أيضا في روسيا، وهاواي.